# 検出
| ウィキペディアには「検出」という見出しの百科事典記事はありません（タイトルに「検出」を含むページの一覧/「検出」で始まるページの一覧）。 代わりにウィクショナリーのページ「検出」が役に立つかもしれません。 |